# House of the Dead (film)
Pour les articles homonymes, voir House of the Dead.
Série
House of the Dead 2
(2006)
Pour plus de détails, voir Fiche technique et Distribution.
House of the Dead, ou House of the Dead : Le jeu ne fait que commencer au Québec, est un film américano-canado-allemand réalisé par Uwe Boll, sorti en 2003. C'est une adaptation du jeu vidéo éponyme. Sa suite House of the Dead 2 est sortie en 2005 sur Sci Fi Channel.

## Synopsis
Venu sur une île isolée dans le but de participer à une rave party, un groupe de jeunes découvre rapidement que l'île est peuplée de zombies.

## Fiche technique
- Titre : House of the Dead
- Titre québécois : House of the Dead : Le jeu ne fait que commencer
- Réalisation : Uwe Boll
- Scénario : Dave Parker et Mark A. Altman
- Production : Uwe Boll, Wolfgang Herold, Shawn Williamson, Mark A. Altman, Dan Bates, Mark Gottwald et Daniel S. Kletzky
- Sociétés de production : Boll Kino Beteiligungs GmbH & Co. KG, Brightlight Pictures Inc., Herold Productions et Mindfire Entertainment
- Budget : 12 millions de dollars
- Musique : Reinhard Besser
- Photographie : Mathias Neumann
- Montage : David M. Richardson
- Décors : Tink
- Costumes : Lorraine Carson
- Pays d'origine : Canada, États-Unis, Allemagne
- Format : Couleurs - 2,35:1 - DTS / Dolby Digital - 35 mm
- Genre : horreur
- Durée : 90 minutes
- Dates de sortie : 15 février 2003 (festival de San Francisco), 10 octobre 2003 (États-Unis)
- interdit aux moins de 12 ans

## Distribution
Légende : VF = Version Française[réf. nécessaire] et VQ = Version Québécoise
- Jonathan Cherry (VQ : Tristan Harvey) : Rudy
- Tyron Leitso (VQ : Louis-Philippe Dandenault) : Simon
- Clint Howard (VQ : Bernard Fortin) : Salish
- Will Sanderson (VQ : Philippe Martin) : Greg
- Ona Grauer (VQ : Catherine Proulx-Lemay) : Alicia
- Ellie Cornell (VQ : Hélène Lasnier) : Jordan Casper
- Jürgen Prochnow (VQ : Éric Gaudry) : le capitaine Victor Kirk
- Enuka Okuma (VQ : Camille Cyr-Desmarais) : Karma
- Kira Clavell : Liberty
- Sonya Salomaa (VQ : Charlotte Bernard) : Cynthia
- Michael Eklund (VF : Yannick Blivet) : Hugh
- David Palffy : Castillo
- Steve Byers (VF : Tristan Petitgirard) : Matt
- Erica Durance : Johanna
- Birgit Stein : Lena

## Autour du film
- Le tournage s'est déroulé du 10 mai au 10 juin 2002 à Vancouver, au Canada.
- Très librement adapté du jeu vidéo The House of the Dead édité par Sega en 1996, le film sera suivi par House of the Dead 2: Dead Aim, réalisé par Michael Hurst en 2005. On voit d'ailleurs à plusieurs reprises des extraits du jeu vidéo dans le film.
- Au mois de décembre 2006, le film était 19e au classement des 100 plus mauvais films, d'après le vote des visiteurs de l'Internet Movie Database en obtenant une note de 2.0/10 pour 23 750 votes.
- Le pêcheur avec son crochet au tout début du film est une référence au tueur de Souviens-toi... l'été dernier (1997). Quand Greg demande ensuite Devinez qui commande à bord de ce bateau ? en voyant le capitaine Viktor Kirk (Jürgen Prochnow), il s'agit d'une référence au film allemand Das Boot (1981) dont il était le capitaine.
- Le film fut projeté en France le 1er février 2004 dans le cadre du festival Fantastic'Arts de Gérardmer.
- Le chroniqueur cinéma Karim Debbache considère le film comme un cas d'école qu'un jeune réalisateur se doit de voir, car « il compile en une heure et demi de temps toutes les erreurs qu'il est possible de faire au cinéma »[3].

## Bande originale
- Danger, interprété par Codetrasher
- Zombie Island: Abu Dhabi, interprété par Codetrasher
- Abu Dhabi, interprété par Codetrasher
- This Is Real, interprété par Ray Thomas
- Fury (House of the Dead), interprété par Black Tiger
- Raveline, interprété par Okio
- The Rotten Smell, interprété par The Horror Boogies
- Salish, arrangements par M. Burns, T. Brokeman et Reinhard Besser

## Récompenses et distinctions
- Prix du plus mauvais film, lors des Fangoria Chainsaw Awards 2003.
- Prix des meilleurs maquillages pour Bill Terezakis, lors des Leo Awards 2004.